# Eisenwind
Eisenwind ist ein Gemeindeteil der Gemeinde Rugendorf im Landkreis Kulmbach (Oberfranken, Bayern). Eisenwind liegt in der Gemarkung Rugendorf.

## Geografie
Der Weiler liegt im Keupervorland des Frankenwaldes und ist allseits von Acker- und Grünflächen umgeben. Die Kreisstraße KU 22/KC 6 führt nach Rugendorf zur Bundesstraße 303 (2,6 km östlich) bzw. nach Gössersdorf (2,4 km südwestlich).

## Geschichte
Eisenwind gehörte zur Realgemeinde Rugendorf. Gegen Ende des 18. Jahrhunderts bestand Eisenwind aus 3 Anwesen (1 Schaf- und Gülthof, 1 Gütleinhof, 1 Hofstatt). Das Hochgericht übte das bayreuthische Vogteiamt Seibelsdorf aus. Die Grundherrschaft über sämtliche Anwesen hatte das bambergische Amt Wartenfels, was aber vom Vogteiamt Seibelsdorf bestritten wurde.
Von 1797 bis 1808 unterstand der Ort dem Justiz- und Kammeramt Kulmbach. Mit dem Gemeindeedikt wurde Eisenwind dem 1808 gebildeten Steuerdistrikt Rugendorf und der im gleichen Jahr gebildeten Ruralgemeinde Rugendorf zugewiesen.

### Baudenkmal
- Haus Nr. 1: Bauernhaus

### Einwohnerentwicklung
| Jahr      | 001818 | 001819 | 001861 | 001871 | 001885 | 001900 | 001925 | 001950 | 001961 | 001970 | 001987 |
| Einwohner |        | 22     | 21     | 23     | 22     | 20     | 22     | 30     | 16     | 18     | 20     |
| Häuser    | 3      |        |        |        | 2      | 2      | 3      | 3      | 3      |        | 3      |
| Quelle    | [ 6 ]  | [ 9 ]  | [ 10 ] | [ 11 ] | [ 12 ] | [ 13 ] | [ 14 ] | [ 15 ] | [ 16 ] | [ 17 ] | [ 1 ]  |

## Religion
Eisenwind gehörte ursprünglich zur katholischen Pfarrei St. Bartholomäus (Wartenfels). Im 19. Jahrhundert war die Mehrheit der Bevölkerung evangelisch und nach St. Erhard und Jakob (Rugendorf) gepfarrt.